# Elisabeth Ohlson
Elisabeth Anna Karin Ohlson, tidigare Ohlson Wallin, född 28 maj 1961 i Skara, död 30 oktober 2024 i Enskede distrikt i Stockholm, var en svensk fotograf och konstnär. Hon blev känd genom den uppmärksammade utställningen Ecce Homo men arbetade mycket som frilans med porträtt.

## Biografi
Elisabeth Ohlson växte upp i en troende familj i Skara. Hon var självlärd som fotograf och inledde sin karriär 1980 som pressfotograf.
Ohlson hämtade inspiration från barockens bibliska målningar, men gav ofta bilderna ett dokumentärt budskap som hon hade med sig från sin tid som journalistisk pressfotograf.

### Ecce Homo
Ohlsons genombrott blev den omdiskuterade fotoutställningen Ecce Homo 1998. Ecce Homo är en svit på tolv bilder som tolkar Jesus i HBTQ-inramning. Ecce Homo visades första gången i ett skyddsrum på Renstiernas gata i Stockholm som konstnären hade hyrt av Stockholms brandförsvar. Visningen sammanföll med Europride 16 juli 1998. Domprosten Tuulikki Koivunen Bylund i Uppsala besökte bergrummet på Södermalm och var den som upplät och bjöd in konstnären att visa bilderna som diabildvisning i Uppsala domkyrka under kulturnatten 16 september 1998. Tre meditationsgudstjänster hölls då Ohlson visade bilderna samt spelade klassisk musik och förklarade varje bild. 12 000 besökare registrerades samtidigt som Livets ord demonstrerade utanför domkyrkan. Diabildvisningen ledde till att domkyrkan bombhotades och att påven Johannes Paulus II ställde in en planerad audiens av ärkebiskop K.G. Hammar. Trots detta turnerade utställningen under två år i Sverige och i Europa, vilket ofta ledde till upplopp och demonstrationer. De starkaste reaktionerna var demonstrationerna i november 1998 utanför och inne i Annedalskyrkan i Göteborg samt tumulten utanför Norrköpings stadsmuseum då Ohlson försökte dokumentera demonstrationerna som slutade med att hon fick skydd och måste lämna staden med poliseskort.

### Övriga utställningar
Kampen för HBTQ-personers rättigheter är tydlig i hennes bilder, exempelvis i utställningarna Helgon och In Hate We Trust, den senare framför allt inspirerad av Caravaggio och Artemisia Gentileschi. Fotona stärks med text av Lars Gårdfeldt och musik av Eva Dahlgren. 2010 visade hon sin utställning Jerusalem på Världskulturmuseet i Göteborg. Bilderna visade HBTQ-personer i Jerusalem och en av de 15 bilderna blev bortplockad i samråd av museets ledning och underrättelsetjänsten i Göteborg. Verket/bilden som togs ner visade tre muslimska homosexuella män på en bönematta.
2019 hängdes hennes verk "Paradiset" i Sankt Pauli kyrka i Malmö vid högaltaret. Tavlan är en variant av Lucas Cranachs Adam och Eva i paradiset, fast med HBTQ-personer. Den kallades Sveriges första HBTQ-altartavla. Ohlson hade tidigare skänkt den till Skara domkyrka 2012, som hade avvisat den som politisk. Tavlan togs kort därefter ned efter en intensiv debatt där bland annat Lundabiskopen Johan Tyrberg kallade den för gnostisk. Den kallades även transfobisk för att ormen, en kristen symbol för ondskan, var en transperson. Ohlson uttalade sig vid beslutet om Paradisets nedtagande att "Beslutet beror på att vi i Sverige inte är mogna att ha en altartavla i det heliga rummet med HBTQ-anknytning" och att hon skulle återkomma med en ny HBTQ-tavla att erbjuda till kyrkan.
Ohlson är representerad vid bland annat Nationalmuseum i Stockholm.

### Teater
Ohlson debuterade som teaterregissör 2017 med Kung Kristina Alexander, en nyskriven pjäs om regenten Kristina som transperson som hon hade skrivit tillsammans med skådespelaren Aleksa Lundberg, som också gestaltade Kristina. Premiären ägde rum 2017 på Strindbergs intima teater i Stockholm under ledning av Ture Rangström.

### Privatliv
Ohlson gifte sig 2002 med formgivaren Minna Wallin och tillsammans fick de två barn; senare skildes makorna. I januari 2024 medverkade hon i SVT:s intervjuprogram Min sanning där hon berättade om sin obotliga cancersjukdom, tankarna på döden och sitt förhållande med journalisten Cecilia Uddén.

## Projekt i urval
- Ecce Homo 1998
- Amauros 2000
- ÄlskadeTjackhora 2002
- Helgon 2004
- Via dolorosa 2004
- Läderbögar 1996–2006'
- September (minnesbilder av mordet på Anna Lindh)
- Könskrigare 2000
- In hate we trust, med hatbrott mot sexuella minoriteter som tema 2007
- Kol (uppdrag)
- Livet – med tiden 2006
- Jerusalem 2010
- Heteronorm & etnonorm[17], uppdrag av Fredens hus i Uppsala
- Porträtten som aldrig målades[18] samarbete med JAG
- Kungamiddagen (även kallad Pizzabuffén eller Drottningbilden), ett fotomontage som ingår som nummer fyra i en utställning med tio satirbilder.
- Svenska akademin (satirbildskollage som ej kan publiceras)